# ماکس بروخ
ماکس کریستیان فریدریش بروخ (به آلمانی: Max Christian Friedrich Bruch) (زادهٔ ژانویهٔ ۱۸۳۸ - درگذشتهٔ ۲ اکتبر ۱۹۲۰) آهنگ‌ساز آلمانی و خالق بیش از ۲۰۰ اثر بود.

## زندگی
بروخ در کلن به‌دنیا آمد و تحصیلات موسیقی خود را نزد پیانیست آلمانی، فردیناند هیلر انجام داد.
بروخ سال‌ها استاد موسیقی بود و مدت کوتاهی در لیورپول به تدریس اشتغال داشت. در آکادمی برلین هم درس آهنگ‌سازی می‌داد.
کنسرتو ویولن شماره ۱ او یکی از محبوب‌ترین کنسرتوهای دورهٔ رمانتیک است.
کار دیگری که او را مشهور کرده، قطعهٔ کول نیدری برای ویولن‌سل و ارکستر است. این قطعه را بروخ از آهنگ یکی از دعاهای عبری گرفته‌است. برخی به‌خاطر همین آهنگ او را یهودی شمرده‌اند، ولی سندی در مورد یهودی‌تبار بودن او وجود ندارد.

## آثار
برخی از آثار او عبارتند از:
- ۴ اپرا
- ۳ کنسرتو ویولن
- یک کنسرتو برای دو پیانو و ارکستر
- ۳ سمفونی
- تعدادی ترانه
- کارهایی از موسیقی مجلسی
- فانتزی اسکاتلندی برای ویولن و ارکستر
- کارهایی از موسیقی آوازی
- کول نیدری برای چلو و ارکستر[۱]